# منتخب الدنمارك لكرة اليد للشباب
منتخب الدنمارك لكرة اليد للشباب هو ممثل الدنمارك الرسمي في المنافسات الدولية في كرة اليد للشباب
.